# دی لئونیسم
دی لئونیسم یا مارکسیسم-دی لئونیسم یک جریان مارکسیسم لیبرترین است که توسط فعال آمریکایی دانیل دی لئون توسعه یافته است. دی لئون رهبر اولیه اولین حزب سیاسی سوسیالیست ایالات متحده، حزب کارگر سوسیالیست آمریکا (SLP) بود. دی لئون مفهوم اتحادیه صنعتی سوسیالیستی را مطرح کرد.
طبق نظریه دی لئونیست، اتحادیه‌های صنعتی مبارز، وسیله مبارزه طبقاتی هستند. اتحادیه‌های صنعتی که منافع پرولتاریا (طبقه کارگر) را تأمین می‌کنند، ساختار جمهوری مورد نیاز برای استقرار یک سیستم سوسیالیستی خواهد بود.
در حالی که برخی از ویژگی‌های آنارکو سندیکالیسم (مدیریت محل کار از طریق اتحادیه‌ها) و عضویت حزب کار سوسیالیست ایالات متحده آمریکا در کارگران صنعتی عمدتاً آنارکو - سندیکالیست جهان (IWW) وجود دارد، دی لئونیسم در واقع با آن تفاوت دارد در آن دی لئونیسم، و طرفدار اصلی آن، حزب کار سوسیالیست ایالات متحده آمریکا مدرن، هنوز به ضرورت یک حزب سیاسی طرفدار اصلاحیه قانون اساسی مبنی بر تبدیل اتحادیه به دولت صنعت اعتقاد دارد. دولت مرکزی تولید را هماهنگ می‌کند. این حزب، مانند دولت سیاسی، و هدف آن، دیگر وجود نخواهد داشت. به هیچ‌یک از نخبگان پیشتاز در مارکسیسم-دی لئونیسم پایه ای برای سرنگونی جمهوری ارائه نمی‌شود.

## تاکتیک‌ها
طبق نظریه دی لئونیست، کارگران همزمان اتحادیه‌های صنعتی سوسیالیست را در محل کار و یک حزب سیاسی سوسیالیستی را تشکیل می‌دهند که در قلمرو سیاسی سازمان می‌یابد. با دستیابی به حمایت کافی برای پیروزی در انتخابات، حزب سیاسی به دفتر رأی داده می‌شود و به برنامه دی لئونیست اختیاراتی از طرف مردم می‌دهد. فرض بر این است که در آن مرحله اتحادیه‌های صنعتی سوسیالیست در محل کار به قدرت کافی رسیده‌اند تا کارگران آنجا بتوانند ابزار تولید را کنترل کنند.
پیروزی دی لئونیست در انتخابات با انتقال کنترل کارخانه‌ها، معادن، مزارع و سایر وسایل تولید به شوراهای کارگری سازمان یافته در اتحادیه‌های صنعتی همراه خواهد بود. دی لئونیست‌ها این رویداد را از اعتصاب عمومی متمایز می‌کنند تا کنترل کارگاه‌های مورد حمایت آنارکوسیندیکالیست‌ها را بر عهده بگیرند و در عوض از آن به عنوان «حصر عمومی طبقه حاکم» یاد کنند.
پس از آن دولت موجود با حکومتی انتخاب می‌شود که از درون اتحادیه‌های صنعتی سوسیالیست انتخاب شده و دولت تازه منتخب سوسیالیست هرگونه اصلاحات قانون اساسی یا سایر تغییرات در ساختار حکومت را برای تحقق این امر به سرعت انجام می‌دهد، به تعویق انداختن سینوس کارگران در کف مغازه کمیته‌های محلی فروشگاه مورد نیاز برای ادامه تولید و نمایندگانی در شوراهای محلی و ملی را به نمایندگی از صنعت خاص خود انتخاب می‌کنند.
کارگران همچنین نمایندگانی را در یک کنگره مرکزی، به نام کنگره تمام صنعتی ، انتخاب می‌کنند که به‌طور مؤثر به عنوان دولت ملی عمل می‌کند. این نمایندگان در هر زمان مشروط به رای‌گیری خواهند بود؛ بنابراین دی لئونیسم دولت ملی را در امتداد خطوط صنعتی با نمایندگانی که توسط صنعت انتخاب می‌شوند و نه از نظر موقعیت جغرافیایی، سازماندهی مجدد می‌کند.

## مقایسه با سایر اشکال سوسیالیسم
دی لئونیسم خارج از سنت لنینیستی کمونیسم است. این پیش از لنینیسم است زیرا اصول دی لئونیسم در اوایل دهه ۱۸۹۰ با به عهده گرفتن رهبری دی لئون در سوسیالیست کارگران ایالات متحده توسعه یافت. لنینیسم و ایده آن درمورد یک حزب پیشتاز پس از انتشار لنین در سال ۱۹۰۲ با عنوان " چه باید کرد؟" دی لئونیسم به‌طور کلی مخالف سیاست‌های اتحاد جماهیر شوروی سابق و جمهوری خلق چین و سایر کشورهای سوسیالیستی است و آنها را سوسیالیستی بلکه سرمایه‌داری دولتی یا پیروی از "استبداد دولتی بوروکراتیک" نمی‌داند. ماهیت غیرمتمرکز دولت پیشنهادی دی لئونیست در تضاد با تمرکزگرایی دموکراتیک مارکسیسم - لنینیسم و آنچه آنها به عنوان ماهیت دیکتاتوری اتحاد جماهیر شوروی می‌دانند، است.
موفقیت طرح دی لئونیست منوط به دستیابی به حمایت اکثریت مردم هم در محل کار و هم در نظرسنجی است، در مقابل تصور لنینیست مبنی بر اینکه یک حزب پیشتاز کوچک باید طبقه کارگر را برای انجام انقلاب هدایت کند. موضع دی لئونیسم در برابر اصلاح طلبی بدان معناست که از آن با برچسب " غیرممکن "، همراه با حزب سوسیالیست بریتانیای کبیر یاد می‌شود.
احزاب سیاسی دی لئونیست نیز به دلیل ادعاهای بیش از حد جزمی و فرقه‌گرایی مورد انتقاد قرار گرفته‌اند. دی لئونیسم علی‌رغم رد لنینیسم و پیشتاز، خارج از سنت " سوسیالیست دموکراتیک " و " سوسیال دموکرات " نیز قرار دارد. دی لئون و دیگر نویسندگان دی لئونیست برخلاف جنبش‌های سوسیالیستی دموکراتیک، به ویژه حزب سوسیالیست آمریکا، جدال‌های مکرر منتشر کرده‌اند؛ و آنها را اصلاح طلب یا "سوسیالیست بورژوا " بدانند. دی لئونیست‌ها به‌طور سنتی از هرگونه فعالیت یا اتحادی که به عنوان تلاش برای اصلاح سرمایه‌داری تلقی می‌شوند، خودداری می‌کنند، هرچند حزب کارگر سوسیالیست در زمان دی لئون هنگام اعتصابات فعال بود، مانند جنبش‌های عدالت اجتماعی، ترجیح می‌داد فقط به وظایف دوقلو تمرکز کند ایجاد حمایت از یک حزب سیاسی دی لئونیست و سازماندهی اتحادیه‌های صنعتی سوسیالیست.
دانیل دی لئون در سایر سوسیالیست‌ها، خارج از ایالات متحده نیز بسیار تأثیرگذار بود. به عنوان مثال، در انگلستان، یک حزب کارگر سوسیالیست تشکیل شد. امیدهای دی لئون به انقلابی مسالمت آمیز و بی خون نیز بر مفهوم انقلاب منفعل آنتونیو گرامشی تأثیر گذاشت. جورج سلدز به نقل از لنین در پنجمین سالگرد انقلاب، ". . . آنچه در روسیه انجام داده‌ایم پذیرش تفسیر دی لئون از مارکسیسم است، همان کاری است که بلشویک‌ها در سال ۱۹۱۷ تصویب کردند. "